# Hedvig Karakas
Hedvig Karakas (* 21. Februar 1990 in Szolnok) ist eine ehemalige ungarische Judoka. Sie war 2009 Weltmeisterschaftsdritte und 2020 Europameisterin. 

## Karriere
Hedvig Karakas war 2005 U17-Europameisterin und Dritte der U20-Europameisterschaften in der Gewichtsklasse bis 52 Kilogramm. 2006 wurde sie erneut U17-Europameisterin. Ende 2006 gewann sie ihren ersten ungarischen Landesmeistertitel. Ab 2007 startete die 1,67 m große Hedvig Karakas in der Gewichtsklasse bis 57 Kilogramm. Hier wurde sie 2007 hinter der Französin Automne Pavia Zweite der U20-Europameisterschaften. 2008 gewann sie erneut Silber, diesmal hinter der Niederländerin Juul Franssen. Kurz darauf siegte Karakas bei den ungarischen Meisterschaften.
Bei den Europameisterschaften 2009 in Tiflis unterlag Karakas im Viertelfinale der Griechin Ioulietta Boukouvala. Mit Siegen über die Deutsche Viola Wächter und Deborah Gravenstijn aus den Niederlanden erkämpfte sich die Ungarin eine Bronzemedaille. Vier Monate später bei den Weltmeisterschaften 2009 in Rotterdam verlor Karakas im Viertelfinale gegen Kifayət Qasımova aus Aserbaidschan. Mit Siegen über die Polin Małgorzata Bielak und die Japanerin Kaori Matsumoto erkämpfte sich Karakas auch bei diesem Turnier eine Bronzemedaille. Zwei Wochen später gewann sie den Titel bei den U20-Europameisterschaften, weitere sechs Wochen später siegte sie auch bei den U20-Weltmeisterschaften. 2010 bei den Europameisterschaften in Wien unterlag sie im Viertelfinale der Österreicherin Sabrina Filzmoser. Erneut konnte sie mit zwei Siegen in der Hoffnungsrunde eine Bronzemedaille erkämpfen. Bei den Weltmeisterschaften 2010 in Tokio belegte Hedvig Karakas den siebten Platz. Ebenfalls Siebte wurde sie bei den Europameisterschaften 2012. Drei Monate später bei den Olympischen Spielen 2012 in London unterlag sie im Viertelfinale der Rumänin Corina Căprioriu. Nach einem Sieg über die Russin Irina Sabludina unterlag Karakas im Kampf um Bronze der Französin Automne Pavia und belegte den fünften Platz.
Nach einem fünften Platz bei den Europameisterschaften 2013 und einem siebten Platz bei den Europameisterschaften 2014 erreichte sie bei den im Rahmen der Europaspiele 2015 in Baku ausgetragenen Europameisterschaften mit einem Sieg über die Kosovarin Nora Gjakova das Finale und erhielt Silber nach ihrer Niederlage gegen die Portugiesin Telma Monteiro. Bei den Weltmeisterschaften 2015 in Astana erreichte Karakas den siebten Platz, genau wie auch bei den Olympischen Spielen 2016 in Rio de Janeiro. Bei den Weltmeisterschaften 2017 in Budapest schied sie bereits in ihrem zweiten Kampf gegen Nora Gjakova aus. In den nächsten Jahren gelang ihr keine vordere Platzierung bei internationalen Meisterschaften. Sie erreichte aber mehrere Podiumsplatzierungen bei internationalen Turnieren. Im Oktober 2020 belegte sie den dritten Platz beim Grand Slam in Budapest. Einen Monat später erreichte sie bei den Europameisterschaften in Prag das Finale und gewann den Titel gegen Telma Monteiro. Bei den Weltmeisterschaften 2021 in Budapest verlor sie im Achtelfinale gegen die Russin Anastassija Konkina. Anderthalb Monate später schied Karakas bei den Olympischen Spielen in Tokio in ihrem Auftaktkampf gegen die Polin Julia Kowalczyk aus.